# Іоанна д'Евре
Жанна (Іаанна) д'Евре (фр. Jeanne d'Évreux;  1310 — 4 березня 1371, замок Брі-Комт-Робер, Франція) — королева Франції в 1325—1328 роках, донька Людовіка Французького, графа д Евре, єдинокровного брата короля Філіппа IV Вродливого, і Маргарити д'Артуа.

## Біографія
У 1325 році Іоанна д'Евре стала третьою дружиною короля Франції Карла IV Вродливого, який доводився їй двоюрідним братом. У подружжя народилося три доньки:
- Іоанна (1326—1328)
- Марія (1327—1341)
- Бланка (1328—1393), була видана заміж за герцога Філіпа Орлеанського, брата короля Іоанна II Доброго; дітей не мала.

З 25 грудня 1327 року Карл виявився прикутим хворобою до ліжка. Він помер 1 лютого 1328 року. Іоанна в цей час завагітніла їх третьою дитиною. Регентом держави до народження спадкоємця став Філіпп Валуа. Через два місяці після смерті чоловіка Іоанна народила доньку і, відповідно Саліченої правди, ні новонароджена, ні її старша сестра Марія не могли успадкувати батьківський трон. Чоловіча лінія династії Капетингів обірвалася, і на французький престол вступив представник бічної гілки дому — Філіпп Валуа, кузен Карла IV Вродливого. На трон претендував також король Англії Едуард III. Це і послужило через 9 років однією з причин Сторічної війни.
Жанна отримала у володіння місто Брі-Комт-Робер.
Вона померла 4 березня 1371 року в замку Брі-Комт-Робер, в Іль-де-Франс, за двадцять миль на південний схід від Парижа. Була похована поряд із чоловіком у базиліці Сен-Дені, некрополі французьких королів.

## Спадщина

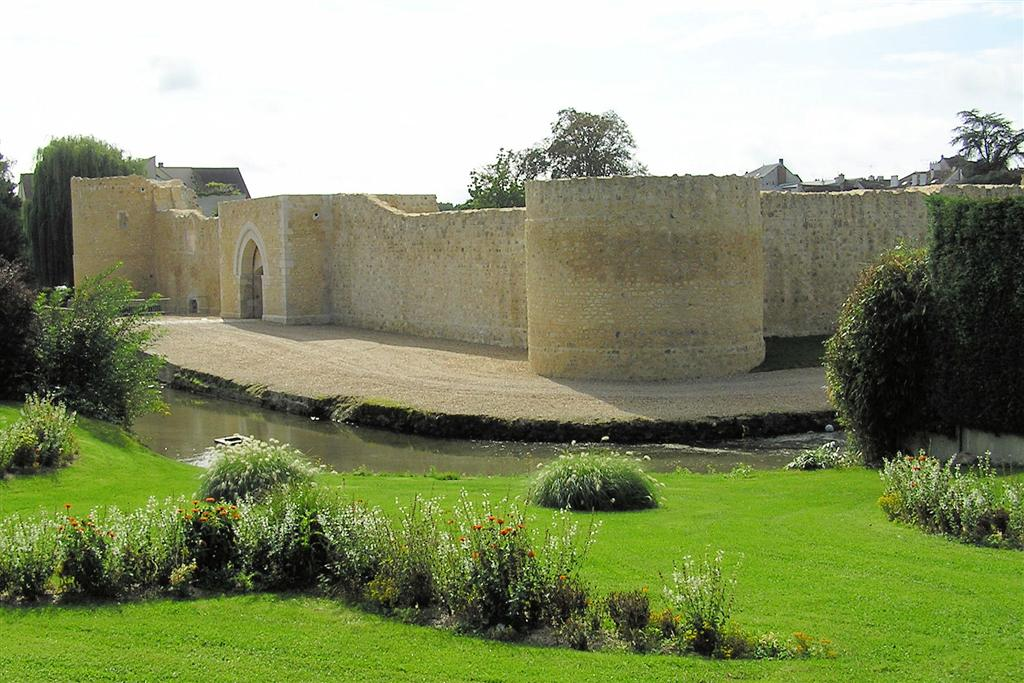
Руїни замку Брі-Комт-Робер

До наших днів дійшли дві речі, що належали Іоанні: її книга молитов і статуя Мадонни з Немовлям. Молитовник, відомий як Часослов Жанни д'Евре — це невеликий ілюмінований манускрипт. Він був виготовлений між 1324 і 1328 роками французьким мініатюристом Жаном Пюселем, ймовірно, як подарунок Іоанні від її чоловіка Карла IV Вродливого. Часослов знаходиться в музеї мистецтва Метрополітен у Нью-Йорку. Статуетка Мадонни з Немовлям була подарована Іоанною абатстві Сен-Дені в 1339 році. Зараз зберігається в Луврі.

## У масовій культурі
Жанна д'Евре — одна з дійових осіб романів «Французька вовчиця» та «Лілія і лев» з циклу «Прокляті королі» Моріса Дрюона. А також згадується в романі «Коли король губить Францію» того ж циклу.